# قائمة زملاء الجمعية الملكية المنتخبين في 1869
هذه الصفحة تعرض قائمة زملاء الجمعية الملكية المُنتخبين لعام 1869.

## الزملاء
- John Jeremiah Bigsby [الإنجليزية]‏
- كاري فوستر
- William Esson [الإنجليزية]‏
- John Russell Reynolds [الإنجليزية]‏
- Robert Spencer Robinson [الإنجليزية]‏
- Edward Walker (mathematician) [الإنجليزية]‏
- John Robinson McClean [الإنجليزية]‏
- جوزيف نورمان لوكير
- Robert Napier, 1st Baron Napier of Magdala [الإنجليزية]‏
- St. George Jackson Mivart [الإنجليزية]‏
- James Francis Tennant [الإنجليزية]‏
- روبرت سيسل
- صمويل بيكر
- تشارلز وايفل طومسون

## الأعضاء الأجانب
- شارل أوجين ديلوني
- لويس باستور
- ألفونس بيرام دو كندول